# Nova Iguaçu de Goiás
Nova Iguaçu de Goiás è un comune del Brasile nello Stato del Goiás, parte della mesoregione del Norte Goiano e della microregione di Porangatu.